# كاثرين س. كيلي
كاثرين س. كيلي (بالإنجليزية: Katherine C. Kelly)‏ هي مهندسة أمريكية، ولدت في 1924، وتوفيت في 2011.